# 武汉市第二十六中学
武汉市第二十六中学，简称武汉二十六中或26中是1955年7月武汉市政府在湖北省武汉市硚口地区创办的第一所完全中学，地处崇仁路，与海军工程大学相邻。办学特色为四高：高起点、高素质、高效益、高质量。目前在校教职人员约有210人。